# Pequeña Nieves
Pequeña Nieves (en inglés: Petite Nevis Island; y originalmente en francés: Petite Niévès) es una pequeña isla de 71 acres (0,287326 km²), de propiedad privada en las Granadinas, frente a las costas de Bequia. La isla está deshabitada, pero ha sido utilizada por los balleneros para sus capturas, aunque esta práctica está limitada por temporadas y por la ley para conservar la población de ballenas como una especie en peligro de extinción. La caza de ballenas por los primeros colonos de Bequia se llevó a cabo para ayudar a alimentar a su comunidad aislada. La caza todavía se lleva a cabo en pequeñas embarcaciones con un arpón de mano, una habilidad que se transmite de generación en generación.